# Lingua svedese antica
Con svedese antico (svedese moderno: fornsvenska) vengono indicati due stadi diversi della lingua che erano parlate durante il Medioevo: il primo svedese antico (klassisk fornsvenska), parlato all'incirca dal 1225 al 1375, e lo svedese antico tardo (yngre fornsvenska), parlato dal 1375 al 1526.
Lo svedese antico si sviluppò dal norreno orientale. Le prime forme delle lingue svedese e danese, parlate tra l'800 e il 1100, erano dialetti del norreno orientale e venivano chiamati svedese runico e danese runico perché all'epoca tutti i testi erano scritti con l'alfabeto runico. Le differenze erano originariamente poche ma i dialetti iniziarono a differenziarsi attorno al XII secolo, divenendo svedese antico e danese antico nel XIII secolo.
Il primo svedese antico era molto diverso dallo svedese moderno, esso aveva infatti un complesso sistema di casi e non aveva ancora ridotto i generi per cui aveva tre generi.
Nomi, aggettivi, pronomi e numerali erano declinati secondo quattro casi: nominativo, genitivo, dativo e accusativo.

## Fonologia
Nel primo svedese antico erano presenti otto vocali: /iː, yː, uː, oː, eː, aː, øː, ɛː/. Uno spostamento vocalico (stora vokaldansen) ebbe i seguenti effetti:
- [uː] divenne [ʉː] (hūs [huːs] > hus [hʉːs], casa)
- [oː] divenne [uː] (bōk [boːk] > bok [buːk], libro)
- [aː] divenne [oː] (blā [blaː] > blå [bloː], blu)

Le consonanti erano in massima parte le stesse dello svedese moderno eccetto ð e θ, che non esistono nella lingua moderna.

## Ortografia
L'antico svedese ha usato ⟨æ⟩ e ⟨ø⟩, lettere oggi sostituite in favore di ⟨ä⟩ e ⟨ö⟩ moderni. ⟨þ⟩, invece, fu sostituito con ⟨th⟩ e ⟨dh⟩ nel XIV secolo.
Il grafema ⟨i⟩, invece, poteva essere usato per rappresentare sia /i/ che /j/ (per esempio siæl ("anima"), själ in svedese moderno). Per quanto riguarda i grafemi ⟨u⟩, ⟨v⟩ e ⟨w⟩, essi furono usati in modo intercambiabile per i fonemi /v/ e /u/ (es. vtan ("senza"), utan nello svedese moderno), e, a volte, ⟨w⟩ potrebbe rappresentare anche le combinazioni vocaliche-consonantiche /vu/ e /uv/.
Furono poi usate alcune abbreviazioni per iscritto, come ad esempio ⟨mꝫ⟩ per meþ (la parola svedese moderna med, ossia "con"). Le combinazioni di lettere ⟨aa⟩ e ⟨oe⟩, invece, venivano spesso scritte in modo che una delle lettere fosse posta più piccola sopra l'altra, portando alla nascita dei grafemi ⟨å⟩, ⟨ä⟩ e ⟨ö⟩.

## Grammatica

### Morfologia nominale
La più grande differenza tra lo svedese antico e lo svedese moderno è il più complesso sistema di casi presente nel primo. Nello svedese antico nomi, aggettivi, pronomi e numerali erano declinati secondo quattro casi: nominativo, genitivo, dativo e accusativo, i casi sono del tutto scomparsi nello svedese moderno (tranne in alcuni dialetti).
C'erano anche tre generi grammaticali: maschile, femminile e neutro, i tre generi si trovano ancora in molti dialetti ma nella lingua standard sono ridotti a due. Queste caratteristiche dello svedese antico si trovano ancora oggi nell'islandese e nel faroese, la declinazione dei sostantivi è quasi identica.
Dal 1500 il numero dei casi nello svedese antico si ridusse da quattro a due (nominativo e genitivo). Il dativo continuò comunque ad esistere in alcuni dialetti almeno fino al XX secolo.
Altri cambiamenti importanti furono la perdita di un sistema di declinazione diverso per il maschile e per il femminile nei nomi, pronomi e aggettivi durante il XV secolo, lasciando solo due generi nella lingua svedese standard, anche se i tre generi sono comuni in molti dialetti. La vecchia forma del dativo dei pronomi personali divenne la forma dell'oggetto e la desinenza -s divenne la più comune per il genitivo singolare.
La declinazione dei sostantivi è divisa in due categorie: forte e debole.
Sistema di declinazione
- Temi in vocale (declinazione forte)
  - temi in a
    - temi in a
    - temi in ja
    - temi in ia

  - temi in ō
    - temi in ō
    - temi in jō
    - temi in iō

  - temi in i
  - temi in u
- Temi in n (declinazione debole)
  - temi in n
    - temi in an
    - temi in ōn e ūn
    - temi in īn
- Temi in consonante
  - temi monosillabici
  - temi in r
  - temi in nd

Declinazione delle parole fisker (pesce), sun (figlio), siang (letto), skip (nave), biti (pezzo) e vika (settimana):
|         | Maschile tema in a | Maschile tema in u | Femminile tema in ō | Neutro tema in a | Maschile tema in an | Femminile tema in ōn |
| ------- | ------------------ | ------------------ | ------------------- | ---------------- | ------------------- | -------------------- |
| Sg.Nom. | fisker             | sun                | siang               | skip             | biti                | vika                 |
| Sg.Gen. | fisks              | sunar              | siangar             | skips            | bita                | viku                 |
| Sg.Dat. | fiski              | syni               | siangu              | skipi            | bita                | viku                 |
| Sg.Acc. | fisk               | sun                | siang               | skip             | bita                | viku                 |
| Pl.Nom. | fiskar             | synir              | siangar             | skip             | bitar               | vikur                |
| Pl.Gen. | fiska              | suna               | sianga              | skipa            | bita                | vikna                |
| Pl.Dat. | fiskum             | sunum              | siangum             | skipum           | bitum               | vikum                |
| Pl.Acc. | fiska              | syni               | siangar             | skip             | bita                | vikur                |

### Aggettivi
Gli aggettivi si accordavano in genere, numero e caso col sostantivo a cui si riferivano.
|                      | Maschile | Famminile | Neutro |
| -------------------- | -------- | --------- | ------ |
| Nominativo singolare | -i, -e   | -a, -æ    | -a, -æ |
| Obliquo singolare    | -a, -æ   | -u, -o    | -a, -æ |
| Plurale              | -u, -o   | -u, -o    | -u, -o |

### Verbi
I verbi in svedese antico venivano coniugati secondo persona e numero. C'erano quattro coniugazioni per i verbi deboli e sei gruppi di verbi forti. La differenza tra verbi deboli e forti sta nel modo in cui viene formato il preterito: i verbi forti lo formano attraverso un cambio di vocale, i verbi deboli lo formano con un suffisso dentale (þ, d o t). Durante il periodo dello svedese antico tardo la coniugazione verbale venne semplificata e la flessione del verbo per persona fu persa.

#### Verbi forti
I verbi nella tabella seguente sono bīta (mordere), biūþa (offrire), værþa (diventare), stiæla (rubare), mæta (misurare) e fara (andare).
| Verbi forti           | Verbi forti | Verbi forti | Verbi forti  | Verbi forti    | Verbi forti | Verbi forti |
|                       | I gruppo    | II gruppo   | III gruppo   | IV gruppo      | V gruppo    | VI gruppo   |
| --------------------- | ----------- | ----------- | ------------ | -------------- | ----------- | ----------- |
| Infinito              | bīta        | biūþa       | værþa; varþa | st(i)æla       | m(i)æta     | fara        |
| Participio passato    | bītin       | buþin       | (v)urþin     | stulin; stolin | m(i)ætin    | farin       |
| Participio presente   | bītande     | biūþande    | værþande     | stiælande      | mætande     | farande     |
| Presente indicativo   |             |             |              |                |             |             |
| iak/jæk               | bīter       | biūþer      | værþer       | stiæler        | mæter       | farer       |
| þū                    | bīter       | biūþer      | værþer       | stiæler        | mæter       | farer       |
| han/hōn/þæt           | bīter       | biūþer      | værþer       | stiæler        | mæter       | farer       |
| vī(r)                 | bītom       | biūþom      | værþom       | stiælom        | mætom       | farom       |
| ī(r)                  | bītin       | biūþin      | værþin       | stiælin        | mætin       | farin       |
| þē(r)/þā(r)/þē        | bīta        | biūþa       | værþa        | stiæla         | mæta        | fara        |
| Preterito indicativo  |             |             |              |                |             |             |
| iak/jæk               | bēt         | bøþ         | varþ         | stal           | mat         | fōr         |
| þū                    | bētt        | bøþt        | varþt        | stalt          | mast        | fōrt        |
| han/hōn/þæt           | bēt         | bøþ         | varþ         | stal           | mat         | fōr         |
| vī(r)                 | bitum       | buþum       | (v)urþom     | stālom         | mātom       | fōrom       |
| ī(r)                  | bitin       | buþin       | (v)urþin     | stālin         | mātin       | fōrin       |
| þē(r)/þā(r)/þē        | bitu        | buþu        | (v)urþo      | stālo          | māto        | fōro        |
| Congiuntivo presente  |             |             |              |                |             |             |
| iak/jæk               | bīte        | biūþe       | værþe        | stiæle         | mæte        | fare        |
| þū                    | bīte        | biūþe       | værþe        | stiæle         | mæte        | fare        |
| han/hōn/þæt           | bīte        | biūþe       | værþe        | stiæle         | mæte        | fare        |
| vī(r)                 | bītom       | biūþom      | værþom       | stiælom        | mætom       | farom       |
| ī(r)                  | bītin       | biūþin      | værþin       | stiælin        | mætin       | farin       |
| þē(r)/þā(r)/þē        | bītin       | biūþin      | værþin       | stiælin        | mætin       | farin       |
| Congiuntivo preterito |             |             |              |                |             |             |
| iak/jæk               | biti        | buþi        | (v)urþe      | stāle          | māte        | fōre        |
| þū                    | biti        | buþi        | (v)urþe      | stāle          | māte        | fōre        |
| han/hōn/þæt           | biti        | buþi        | (v)urþe      | stāle          | māte        | fōre        |
| vī(r)                 | bitum       | buþum       | (v)urþom     | stālom         | mātom       | fōrom       |
| ī(r)                  | bitin       | buþin       | (v)urþin     | stālin         | mātin       | fōrin       |
| þē(r)/þā(r)/þē        | biti(n)     | buþi(n)     | (v)urþin     | stālin         | mātin       | fōrin       |
| Imperativo            |             |             |              |                |             |             |
| þū                    | bīte        | biūþe       | værþ         | stiæle         | mæte        | fare        |
| vī(r)                 | bītom       | biūþom      | værþom       | stiælom        | mætom       | farom       |
| ī(r)                  | bītin       | biūþin      | værþin       | stiælin        | mætin       | farin       |

#### Verbi deboli
I verbi deboli sono raggruppati in quattro classi:
- Prima coniugazione: verbi che terminano in -a(r), -ā(r) nel presente. Molti verbi appartengono a questa classe.
- Seconda coniugazione: verbi che terminano in -e(r), -æ(r) nel presente.
- Terza coniugazione: verbi che terminano in -i(r), -ø(r) nel presente.
- Quarta coniugazione: questi verbi hanno una coniugazione più o meno irregolare. All'incirca una ventina di verbi appartengono a questa coniugazione.

All'interno di queste coniugazioni i verbi deboli sono divisi in tre ulteriori classi:
- I: quelli che terminano in -þe nel preterito.
- II: quelli che terminano in -de nel preterito.
- III: quelli che terminano in -te nel preterito.

### Pronomi personali
Di seguito una tabella dei pronomi personali in svedese antico:
|               | Singolare       | Singolare                      | Singolare             | Plurale         | Plurale                        | Plurale                 |
| Prima persona | Seconda persona | Terza persona masc./fem./neut. | Prima persona         | Seconda persona | Terza persona masc./fem./neut. |                         |
| ------------- | --------------- | ------------------------------ | --------------------- | --------------- | ------------------------------ | ----------------------- |
| Nominativo    | iak, jæk        | þu                             | han / hon / þæt       | vi(r)           | i(r)                           | þe(r) / þa(r) / þe, þøn |
| Genitivo      | min             | þin                            | hans / hænna(r) / þæs | var(a)          | iþer, iþra                     | þera / þera / þera      |
| Dativo        | mæ(r)           | þæ(r)                          | hanum / hænni / þy    | os              | iþer                           | þem / þem / þem         |
| Accusativo    | mik             | þik                            | han / hana / þæt      | os              | iþer                           | þa / þa(r) / þe, þøn    |

## Esempi

### Västgötalagen
Questo è un estratto dalla legge del Västergötland (Västgötalagen) scritto intorno all'inizio del XIII secolo.
Dræpær maþar svænskan man eller smalenskæn, innan konongsrikis man, eigh væstgøskan, bøte firi atta ørtogher ok þrettan markær ok ænga ætar bot. [...] Dræpar maþær danskan man allæ noræn man, bøte niv markum. Dræpær maþær vtlænskan man, eigh ma frid flyia or landi sinu oc j æth hans. Dræpær maþær vtlænskæn prest, bøte sva mykit firi sum hærlænskan man. Præstær skal i bondalaghum væræ. Varþær suþærman dræpin ællær ænskær maþær, ta skal bøta firi marchum fiurum þem sakinæ søkir, ok tvar marchar konongi.
Svedese moderno:
Dräper man en svensk eller en smålänning, en man ifrån konungariket, men ej en västgöte, så bötar man tretton marker och åtta örtugar, men ingen mansbot. [...] Dräper man en dansk eller en norrman bötar man nio marker. Dräper man en utländsk man, skall man inte bannlysas utan förvisas till sin ätt. Dräper man en utländsk präst bötar man lika mycket som för en landsman. En präst räknas som en fri man. Om en sörlänning dräps eller en engelsman, skall han böta fyra marker till målsäganden och två marker till konungen.

### La vita di Erik IX il Santo
Questo testo su Erik IX di Svezia detto il Santo (ca. 1120-1160) può essere trovato nel Codex Bureanus, una raccolta di manoscritti svedesi della metà del XIV secolo.
Hǣr viliom wī medh Gudz nādhom sighia medh faam ordhom aff thø̄m hælgha Gudz martire Sancto Ērīco, som fordum war konungher ī Swērīke. Bādhe aff ǣt ok ædle han war swā fast aff konunga slækt som aff androm Swērīkis høfdingiom. Sidhan rīkit var v̄tan forman, ok han var kiǣr allom lanzins høfdingiom ok allom almōganom, thā valdo thē han til konungh medh allom almōghans gōdhwilia, ok sattis hedherlīca ā konungx stool vidh Upsala.